# Abd al-Rahman Badawi
Abd al-Rahman Badawi (en árabe: عبد الرحمن بدوى‎) 
(17 de febrero de 1917 - 25 de julio de 2002) fue un filósofo existencialista egipcio, profesor de filosofía y poeta. Ha sido llamado "el más importante maestro del existencialismo árabe", con influencias de algunos pensadores existencialistas europeos, sobre todo por el alemán Martin Heidegger. Fue autor de más de 150 obras, entre ellas 75 enciclopédicas. Escribía fácilmente en su árabe nativo, inglés, español, francés y alemán, y leía griego, latín y persa.

## Biografía
Miembro de una familia acomodada, Mahmoud Badawi, su padre, era alcalde del pueblo de Cherbas (provincia de Damietta), a 95 kilómetros de El Cairo. Badawi fue educado en la exclusiva escuela al-Saidiya de Guiza, donde se graduó con el número dos. En 1932 se matriculó en la Universidad de El Cairo, y en 1934 fue a Alemania y Austria a proseguir sus estudios, regresando en 1937 a El Cairo para recibir en mayo de 1938 el grado de "excelente" de la Facultad de Filosofía. Su tesis doctoral, El problema de la muerte en El existencialismo, fue supervisada en 1944 por Alexandre Koyré.
Tras obtener el doctorado fue nombrado profesor del Departamento de Filosofía de la Facultad de Artes en abril de 1945 y luego se convirtió en profesor asistente en el mismo departamento en julio de 1949. Dejó Universidad de El Cairo el 19 de septiembre de 1950, al crearse el Departamento de Filosofía de la Facultad de Artes de la Universidad de Ain Shams (anteriormente Ibrahim Pasha), y en enero de 1959 se convirtió en profesor titular, hasta 1956.
Se instaló en Francia en 1962, después de la revolución del 23 de julio que despojó a su familia de sus propiedades. Había estado trabajando como profesor visitante en muchas universidades: entre 1947 y 1949 en las universidades libanesas, de febrero a mayo de 1967 en el Instituto de Estudios Islámicos en la Facultad de Artes de la Sorbona, de 1967 a 1973 en la Universidad de Libia en Bengasi, en 1973 y 1974 en la Facultad de "Teología y ciencias islámicas" de la Universidad de Teherán, entre septiembre de 1974 y 1982 fue profesor de filosofía contemporánea, lógica, ética y misticismo de la Facultad de Artes de Kuwait. Durante estos años dictó conferencias sobre filosofía islámica, que recogió en el libro Historia del sufismo islámico, desde el principio hasta el siglo II de la Hégira, editado en Kuwait en 1975. Finalmente se instaló en París. 
Murió en el Hospital Nasser de El Cairo en la mañana del jueves 25 de julio de 2002 a la edad de 85 años. Había regresado de Francia a causa de un fuerte malestar, ya que cayó inconsciente en una calle de París y algún transeúnte pidió ayuda al consulado egipcio.

## Activismo político
Fue miembro del Partido del Joven Egipto (1938 - 1940), y elegido con otras 50 personas como miembro de la "Comisión de la Constitución", que encargó en enero de 1953 de redactar una nueva Constitución egipcia, completada en agosto de 1954. El comité se enfrentó a Nasser, quien lo disolvió en 1956.
De 1956 a 1958 fue agregado cultural en Suiza.
Siendo profesor en la Sorbona, Badawi describe la salida de Egipto de Gamal Abdel Nasser en 1967 como escapar de "la gran cárcel". Más tarde mantuvo una cátedra en Libia entre 1967 y 1973, experiencia que terminó cuando Muammar Gaddafi visitó la universidad y se avergonzó de ser recibido por los estudiantes de Badawi abogando por la libertad de expresión. Gaddafi encarceló a Badawi, quemando públicamente su biblioteca personal. Anwar Sadat consiguió su liberación 17 días después.

## Obras
Su primer libro fue Nietzsche, editado en 1939. Su sobrino y ayudante, Mohsen Badawi, afirma que escribió, entre publicadas e inéditas, 150 obras, publicadas en francés, español, alemán e inglés, además de en árabe.
En 2000 el Instituto Árabe para la Investigación y Publicación publicó sus memorias. La publicación del libro tuvo una gran resonancia entre los intelectuales egipcios, porque atacaba a los intelectuales árabes beduinos que se consideran símbolos del pensamiento. También atacó al régimen egipcio y al Estado de Gamal Abdel Nasser, comentó sobre la numerosa participación en el funeral de Nasser, que esto es normal y nada tiene que ver con la existencia de una historia de amor entre los egipcios y Abdel Nasser, apuntando que esta es la naturaleza de las personas, que asisten a los funerales por hobby. También acusó a Saad Zaghloul de agente de los británicos, a Taha Hussein, a los estudiantes, y señalaba que Nasser nacionalizó el Canal de Suez solamente por buscar la fama.
Entre otras, hizo la traducción al árabe de Don Quijote.
Véase Anexo con sus obras (en árabe).